# 아흐메드 알타예브
아흐메드 무하마드 아흐메드 알타예브(1946년 1월 6일 케나 ~ , 아랍어: أحمد محمد أحمد الطيب)는 이집트의 이슬람학자이다. 과거 알아즈하르 대학교 총장을 역임하였으며 현재는 알아즈하르의 대이맘을 역임하고 있다. 2010년 3월 10일 무하마드 사이드 탄타위가 사망한 뒤에 호스니 무바라크 대통령에 의해 알아즈하르의 대이맘으로 임명되었다.
파리 제4대학교에서 철학박사 학위를 취득했고 2003년부터 알아즈하르 대학교에서 대무프티를 맡았다. 알아즈하르의 대이맘으로 임명되기 이전에 국민민주당의 정책위원회 위원을 역임하였다. 2010년 4월 국민민주당에서 탈당했다.